# Niels Blach
Niels Svend Blach, född 6 december 1893 i Köpenhamn, död 10 december 1979 i Köpenhamn, var en dansk landhockeyspelare.
Blach blev olympisk silvermedaljör i landhockey vid sommarspelen 1920 i Antwerpen.